# Medellín
Medellín (phát âm tiếng Tây Ban Nha: [meðeˈʝin]), tên chính thức Municipio Medellín (tiếng Tây Ban Nha: Municipio de Medellín), là thành phố lớn thứ nhì của Colombia và là tỉnh lỵ của tỉnh Antioquia. Nó nằm trong thung lũng Aburrá, thuộc dãy Andes ở Nam Mỹ. Theo Cục Hành chính Quốc gia về Thống kê, thành phố có dân số ước tính chừng 2,5 triệu người tính đến  năm 2020. Với vùng xung quanh bao gồm tới chín thành phố vệ tinh, Vùng đô thị Medellín là vùng đô thị lớn thứ hai Colombia về kinh tế và dân số (3,7 triệu người).